# American Journal of Physics
American Journal of Physics es una revista científica mensual, revisada por pares. Es publicada por la Asociación Americana de Profesores de Física y por el Instituto Americano de Física. El editor es Richard H. Price, de la Universidad de Utah.

## Objetivos y alcance
El enfoque de esta revista es la física de pregrado y posgrado. El público al que se dirige está formado por profesores y estudiantes de física de colegios y universidades. La cobertura incluye investigaciones actuales en física, equipo de laboratorio de instrucción, demostraciones de laboratorio, metodologías de enseñanza, listas de recursos y reseñas de libros. Además, los aspectos históricos, filosóficos y culturales de la física también están cubiertos.

## Historia
El título anterior de esta revista era American Physics Teacher (vol. 1, febrero de 1933) (ISSN 0096-0322). Fue un diario trimestral de 1933 a 1936, y luego un bimestral de 1937 a 1939. Después de que se publicó el volumen 7 en diciembre de 1939, el nombre de la revista se cambió a su título actual en febrero de 1940. Por lo tanto, la publicación comenzó bajo su nuevo título con el volumen 8, en febrero de 1940.

## Resumen e indexación
Esta revista está indexada en las siguientes bases de datos:
- Mathematical Reviews
- Abstract Bulletin del Institute of Paper Chemistry (PAPERCHEM in 1969)[7]
- International Aerospace Abstracts
- SPIN
- Chemical Abstracts
- Current Physics Index
- Current Index to Journals in Education (CSA Illumina - ERIC database)
- Energy Research Abstracts
- Applied Science & Technology Index (H.W. Wilson Company)
- General Science Index ( H.W. Wilson Company)
- Computer & Control Abstracts
- Electrical & Electronics Abstracts
- Physics Abstracts. Science Abstracts. Series A

## Métricas de revista
2022
- Web of Science Group : 1.022
- Índice h de Google Scholar: 99
- Scopus: 0.841